# Réplique culte
Pour les articles homonymes, voir Réplique.
Une réplique culte est une réplique (phrase, souvent une réponse, mais aussi une tirade) provenant d'une œuvre de fiction. La réplique, notamment si elle est souvent citée, peut devenir « culte » (célèbre, populaire). 
Quand la réplique est employée plus d'une fois par sa source, elle peut devenir une phrase fétiche (ou gimmick). Par ailleurs, un film culte donne souvent lieu à plusieurs répliques culte.

## Impact psychologique
D'après Richard Harris, professeur de psychologie à l'université d'État du Kansas, qui a étudié pourquoi les gens adorent reprendre des citations en provenance de films dans des situations sociales, l'utilisation de telles citations dans les conversations quotidiennes a une fonction similaire à celle des blagues en ce qu'elles créent un lien de connivence avec les autres. Il explique : « Les gens font ça pour se sentir bien, pour rire et pour faire rire les autres. » Il a constaté que tous les participants de son étude avaient utilisé ces citations dans leur conversation à un moment ou un autre. Pour ce qui est du genre, les comédies sont de loin les plus couramment citées, viennent ensuite les drames et les films d'aventures, tandis que les films d'horreur ou pour enfants sont très rarement cités.

## Exemples

### Bande dessinée
Les aventures de Tintin

« Quand lama fâché, señor, lui toujours faire ainsi... »

— réplique d'un péruvien au capitaine Haddock dans l'album Le Temple du Soleil (1949) de la série Les Aventures de Tintin d'Hergé

« Bachi Bouzouk ! Moule à gaufres ! Anacoluthe ! Pithécanthrope de Java ! »

— injures pittoresques du capitaine Haddock – parmi beaucoup d'autres – déclinées tout au long des Aventures de Tintin
Gaston Lagaffe

« M'enfin ! »

— réplique récurrente du personnage de Gaston Lagaffe dans la série Gaston de Franquin.

### Cinéma
Note : les répliques en français sont celles de la traduction officielle en VF ; les répliques en anglais sont les citations originales.

#### Cinéma anglophone
Apocalypse now

« J'aime l'odeur du napalm au petit matin ! (I love the smell of napalm in the morning!) »

— réplique du lieutenant colonel Bill Kilgore (Robert Duvall) dans Apocalypse now (1979).
Apollo 13

« Houston, on a un problème (Houston, we have a problem),. »

— réplique de l’astronaute James « Jim » Lovell (Tom Hanks) dans Apollo 13 (1995).
Autant en emporte le vent

« Franchement, ma chère, c'est le cadet de mes soucis (Frankly, my dear, I don't give a damn). »

— réplique de Rhett Butler (Clark Gable) à Scarlett O'Hara (Vivien Leigh) dans Autant en emporte le vent (1939).
Blade Runner

« J’ai vu tant de choses que vous, humains, ne pourriez pas croire. De grands navires en feu surgissant de l’épaule d’Orion. J’ai vu des rayons fabuleux, des rayons C, briller dans l’ombre de la porte de Tannhäuser. Tous ces moments se perdront dans l'oubli... comme... les larmes... dans la pluie. Il est temps de mourir
(I've seen things you people wouldn't believe... Attack ships on fire off the shoulder of Orion... I watched C-beams glitter in the dark near the Tannhäuser Gate... All those moments will be lost in time, like... tears in rain. Time to die). »

— réplique (connue comme le « Monologue des larmes dans la pluie »)  de Roy Batty (Rutger Hauer) à Deckard (Harrison Ford) dans Blade Runner (1982).
Drive

« Vous me donnez une heure et un lieu. Je vous donne un créneau de cinq minutes. Pendant ces cinq minutes, je vous lâche pas. Quoi qu’il arrive. J’interviens pas pendant le braquage, je ne porte pas d’arme… Je conduis
(You give me a time and a place, I give you a five minute window. Anything happens in that five minutes and I'm yours. No matter what. I don't sit in while you're running it down. I don't carry a gun. I drive),. »

— réplique du chauffeur (Ryan Gosling) dans Drive (2011).
E.T., l'extra-terrestre

« E.T. téléphone maison (E.T. home phone) »

— réplique d'E.T (Pat Welsh) à Elliott (Henry Thomas) dans E.T., l'extra-terrestre (1982)
Forrest Gump

« Cours Forrest, Cours! »

— réplique de Jenny Curran (Robin Wright) lorsque Forrest (Tom Hanks) se fait poursuivre par ses harceleurs.

« Maman disait toujours, "la vie, c'est comme une boîte de chocolats : on ne sait jamais sur quoi on va tomber"
(Mama always said life was like a box of chocolates, you never know what you're gonna get). »

— réplique de Forrest Gump (Tom Hanks) dans Forrest Gump (1994).
Invasion USA

« Si tu te pointes encore, tu peux être sûr que tu repars avec la bite dans un tupperware. »

— réplique de Matt Hunter (Chuck Norris) dans Invasion USA (1985).
James Bond

« Bond... James Bond. »

— réplique de James Bond (Sean Connery), citée pour la première fois dans James Bond 007 contre Dr. No (1962).

« Vodka Martini, mélangée au shaker, pas à la cuillère (Vodka Martini, shaken, not stirred (en)). »

— réplique de James Bond (Sean Connery), citée pour la première fois dans James Bond 007 contre Dr. No (1962).
Le bon la brute et le truand

« Tu vois, le monde se divise en deux catégories : ceux qui ont un pistolet chargé et ceux qui creusent. Toi, tu creuses
(You see, in this world there's two kinds of people, my friend: those with loaded guns, and those who dig. You dig),. »

— réplique de Blondin, alias « le Bon » (Clint Eastwood) dans Le bon la brute et le truand (1966).
Les Affranchis

« Un jour, un des gamins du quartier a raccompagné ma mère jusqu'à la maison pour lui porter les courses. Vous savez pourquoi ? Par respect
(One day, some of the kids from the neighborhood carried my mother's groceries all the way home. You know why? It was outta respect),. »

— réplique de Henry Hill (Ray Liotta) dans Les Affranchis (1990).
Le Silence des agneaux

« Un jour, un employé du recensement a essayé de me tester. J’ai dégusté son foie avec des fèves au beurre et un excellent chianti
(A census taker once tried to test me. I ate his liver with some fava beans and a nice chianti). »

— réplique d'Hannibal Lecter (Anthony Hopkins) à Clarice Starling (Jodie Foster) dans Le silence des agneaux (1991).
L'Inspecteur Harry

« Je sais ce que tu penses : "Est-ce qu'il a tiré six fois ou seulement cinq ?" En fait, pour te dire la vérité, dans tout ce bordel, j'ai perdu le compte moi aussi. Mais ceci est un 44 Magnum, le plus puissant soufflant au monde, un calibre à t'arracher la tête. Tu dois te poser une question : "Est-ce que je suis chanceux ?" Alors, ordure, tu l'es ou pas ?
(I know what you're thinking. 'Did he fire six shots or only five?' Well, to tell you the truth, in all this excitement I've kinda lost track myself. But being this is a .44 Magnum, the most powerful handgun in the world, and would blow your head clean off, you've got to ask yourself one question: 'Do I feel lucky?' Well, do ya, punk?), »

— réplique de Harry Callahan (Clint Eastwood) dans L'Inspecteur Harry (1971).
Network

« Je suis fou de rage et je ne vais plus le tolérer ! (I'm as mad as Hell and I'm not gonna take this anymore!) »

— réplique de Howard Beale (Peter Finch) dans Network (1976).
Portés disparus 3

« Je mets les pieds où je veux, Little John… et c'est souvent dans la gueule. »

— réplique du colonel James Braddock (Chuck Norris) dans Portés disparus 3 (1988).
Predator

« Va à l'hélicoptère ! (Get to the choppa!) »

— réplique d'Alan « Dutch » Schaefer (Arnold Schwarzenegger) à Anna (Elpidia Carrillo) dans Predator.
Rambo 3

« — Alors... où est-ce que les missiles sont localisés ?
— Tout près.
— Où ça ?
— Dans ton cul
(– Now... where are the missiles located? – Close – How close? – In your ass). »

— réplique du colonel Trautman (Richard Crenna) dans Rambo 3 (1988).
Sixième Sens

« Je vois des gens qui sont morts (I see dead people). »

— réplique de Cole Sear (Haley Joel Osment) au docteur Malcolm Crowe (Bruce Willis) dans Sixième Sens (1999).
Spartacus

« Je suis Spartacus ! (I am Spartacus!) »

— réplique des esclaves lorsque les Romains demandent à Spartacus (Kirk Douglas) de se dénoncer, dans Spartacus (1960).
Star Wars

« Non, je suis ton père (No, I am your father),,. »

— Réplique de Dark Vador (David Prowse, doublé par James Earl Jones en VO et Georges Aminel en VF) à Luke Skywalker (Mark Hamill) dans Star Wars, épisode V : L'Empire contre-attaque (1980).
Note : cette réplique est parfois modifiée en « Luke, je suis ton père », pour souligner implicitement la référence à ce film ; c'est alors une citation apocryphe.
Taxi Driver

« C'est à moi que tu parles ? (You talkin' to me?) »

— réplique de Travis Bickle (Robert De Niro) dans Taxi Driver (1976).
Terminator (franchise)

« Je reviendrai (I'll be back). »

— réplique du Terminator (Arnold Schwarzenegger) dans Terminator (1984).

« Hasta la vista, baby. »

— réplique du Terminator T-800 dans Terminator 2 : Le Jugement dernier (1991).
Y a-t-il un pilote dans l'avion ?

« Encore merci et bonne chance, nous sommes avec vous
(I just want to tell you both good luck. We're all counting on you),. »

— réplique multiple du docteur Rumack (Leslie Nielsen) dans Y a-t-il un pilote dans l'avion ? (1980).

« Joey, aimes-tu les films de gladiateurs ? (Joey, do you like movies about gladiators?)
Tu as déjà vu un monsieur tout nu ? (Ever seen a grown man naked?), »

— deux des répliques successives du capitaine Oveur (« Havoux » en VF) (Peter Graves) au jeune Joey dans Y a-t-il un pilote dans l'avion ?.

#### Cinéma francophone
Deux heures moins le quart avant Jésus-Christ

« Un gosse qu’est né dans une étable à Bethléem, franchement, tu crois que ça va changer la face du monde toi ? »

— réplique de Ben-Hur Marcel (Coluche) regardant la naissance de Jésus à la télévision dans Deux heures moins le quart avant Jésus-Christ (1982).
Faut pas prendre les enfants du bon dieu pour des canards sauvages

« J’ai bon caractère, mais j’ai le glaive vengeur et le bras séculier. L’aigle va fondre sur la vieille buse. »

— réplique de Charles Le Téméraire (Bernard Blier) dans Faut pas prendre les enfants du bon dieu pour des canards sauvages (1968).
Hôtel du Nord

« Atmosphère ! Atmosphère ! Est-ce que j'ai une gueule d'atmosphère ? »

— réplique de Mme Raymonde (Arletty) à M. Edmond (Louis Jouvet) dans Hôtel du Nord (1938).
La Cité de la Peur

« On ne peut pas tromper une personne mille fois. Enfin, si on peut tromper mille personnes… mille fois. Non ! On peut tromper une fois mille personnes mais on ne peut pas tromper une fois mille personnes... [...] On peut tromper une fois mille personnes, mais on ne peut pas tromper mille fois une personne. »

— réplique d'Émile Gravier (Sam Karmann) prononcée à plusieurs reprises, sous forme de running gag dans La Cité de la peur (1994).
La Grande Vadrouille

« Merci messieurs, c'était très bien. C'était très bien ! [...] Vous, vous, vous c'était bien là-bas. Vous c'était bien... heu... enfin c'est euh... comme ci, comme ça. Dites-moi, vous, on ne vous a pas entendus, on ne vous entend jamais, hein ?! Vous n'arrêtez pas de bavarder ! Faites attention, faites très attention, hein ! Écoutez, j'ai une conception personnelle de l'ouvrage. Ce n'est pas assez triomphal, ce n'est pas assez orgueilleux ! De l'orgueil, bon sang ! [...] C'est de la bouillie tout ça ! C'était pas mauvais, c'était très mauvais ! Voilà, exactement ! Alors reprenons ! Au 17 ! Hop ! »

— réplique de Stanislas Lefort (Louis de Funès) à son orchestre symphonique dans La Grande Vadrouille (1966).
La Guerre des boutons

« Si j'aurais su, j'aurais pas v’nu ! »

— réplique de « Petit Gibus » (Martin Lartigue) dans La Guerre des boutons (1962).
La Traversée de Paris

« Monsieur Jambier, 45 rue Poliveau, pour moi, ce sera mille francs ! »

— réplique de Grandgil (Jean Gabin) à l'épicier Jambier (Louis de Funès) dans La Traversée de Paris (1956).

« Salauds de pauvres !,, »

— réplique de Grandgil (Jean Gabin) aux clients d'un café qui font mine de lui dérober sa valise, dans La Traversée de Paris.
Le Grand Pardon

« Aujourd'hui, dans le monde entier, tous les Juifs pardonnent à ceux qui leur ont fait du mal. Tous les Juifs. Sauf un, moi ! Moi, je pardonne pas. »

— réplique de Raymond Bettoun (Roger Hanin) à Pascal Villars (Bernard Giraudeau) dans Le Grand Pardon (1982).
Le Quai des brumes

« T'as d'beaux yeux, tu sais. »

— réplique de Jean (Jean Gabin) à Nelly (Michèle Morgan) dans Le Quai des brumes (1938).
Les Barbouzes

« Un barbu, c'est un barbu. Trois barbus, c'est des barbouzes. »

— réplique de Francis Lagneau (Lino Ventura) à Amaranthe Benard Shah (Mireille Darc) dans Les Barbouzes (1964).
Les Bronzés

« J’ai vécu avec une femme et puis, au bout de quarante-huit heures, elle a décidé qu’on se séparerait d’un commun accord. Alors j’ai pas bien supporté. J’ai même essayé de me suicider. [...] J’ai mis l’adagio d’Albinoni, j’ai avalé deux tubes de laxatifs et puis hop ! J’ai perdu 16 kilos et ma moquette. »

— réplique de Jean-Claude Dusse (Michel Blanc) dans Les Bronzés (1978).
Les Galettes de Pont-Aven

« Ah, nom de Dieu d'bordel de merde !
Tu sens la pisse toi, pas l'eau bénite… »

— deux répliques de Henri Serin (Jean-Pierre Marielle) dans Les Galettes de Pont-Aven (1975).
Les Ripoux

« – La magouille j'peux plus, j'veux faire honnêtement un métier honnête...
– Tu veux quitter la police ? »

— répliques successives de l'inspecteur François Lesbuche (Thierry Lhermitte) et René Boisrond (Philippe Noiret) dans Les Ripoux (1984).
Les Tontons flingueurs

« – les cons ça ose tout, c'est même à ça qu'on les r'connait . 
Réplique de Fernand Naudin (Lino Ventura) dans Les Tontons flingueurs (1963). »

Les Valseuses

« On est pas bien là ? [...] Paisible ? À la fraîche ? Décontracté du gland ? Et on bandera quand on aura envie de bander ! »

— réplique de Jean-Claude (Gérard Depardieu) à Pierrot (Patrick Dewaere) dans Les Valseuses (1974).
Nous ne vieillirons pas ensemble

« T’as jamais rien réussi et tu ne réussiras jamais rien. C’est tout. Et tu sais pourquoi ? Parce que t’es vulgaire. Irrémédiablement vulgaire. Et non seulement t’es vulgaire, mais t’es ordinaire en plus. […] Ton seul orgueil c’est ta médiocrité. »

— réplique de Jean (Jean Yanne) à Catherine (Marlène Jobert) dans Nous ne vieillirons pas ensemble (1972).
P.R.O.F.S

« Vous, on vous fait un plan de trois minutes sur un œuf, aussitôt vous imaginez les mouillettes, la poule, Christophe Colomb, Yul Brynner. Avec les cons comme moi c'est plus difficile. [...] Crois-moi, parvenir à intéresser même les cons, c'est ce qui demande le plus d'intelligence. »

— réplique de Frédéric Game (Patrick Bruel) à Josiane (Charlotte Julian) dans P.R.O.F.S. (1985).

### Télévision
Note : les répliques en français sont celles de la traduction officielle en VF ; les répliques en anglais sont les citations originales.

#### Séries télévisées
« Quand je vais dire ça à ma femme...
Il faut que j'en parle à ma femme.
Ah, une dernière chose, [M./Mme]... (Just one more thing...) »

— répliques récurrentes (avec de multiples variations) de l'inspecteur Columbo dans pratiquement tous les épisodes de la série Columbo.
Kaamelott

« C'est pas faux !
On en a gros... »

— deux répliques parmi les plus connues de Perceval de Galles (Franck Pitiot) dans la série Kaamelott (2005-2009).
L'Agence tous risques

« J'adore quand un plan se déroule sans accroc ! (« I love it when a plan comes together. ») »

— réplique récurrente du colonel John « Hannibal » Smith (George Peppard) dans la série L'Agence tous risques.
Les cinq dernières minutes

« Bon Dieu, mais c'est bien sûr ! (variante ultérieure : « Bon sang, mais c'est bien sûr ! ») »

— réplique multiple du commissaire Bourrel (Raymond Souplex) dans la série Les Cinq Dernières Minutes (dans sa première série) (1958-1973).
Six Feet Under

« — Ne prends pas cette photo
— C'est déjà parti
(Don't take this picture — it's already gone). »

— réplique de Nathaniel Fisher (Peter Krause), telle qu'imaginée par sa sœur Claire (Lauren Ambrose) dans le dernier épisode de la série Six Feet Under.
X-Files

« La vérité est ailleurs (The truth is out there). »

— réplique de l'agent Fox Mulder (David Duchovny) dans la série X-Files.

##### Séries d'animation
Dragon ball Z

« It's over nine thousand! »

— réplique en version anglaise de Vegeta dans la série Dragon Ball Z.

« The balls are inert. »

— réplique en version anglaise de Piccolo dans Dragon Ball Z.
Hokuto no Ken (Ken le Survivant)

« Tu ne le sais pas encore, mais tu es déjà mort (Omae wa mou shindeiru). »

— réplique récurrente de Kenshirô dans la série Hokuto no Ken (Ken le Survivant en VF).
Les Simpson

« D'oh! »

— interjection récurrente d'Homer Simpson dans la série Les Simpson.

#### Émissions humoristiques
Les Guignols de l'Info

« Putain, deux ans ! »

— réplique récurrente de la marionnette de Jacques Chirac dans l'émission satirique Les Guignols de l'Info (parmi beaucoup d'autres restées dans les mémoires).
Les Inconnus

« Cela ne nous regarde pas ! »

— réplique multiple des Inconnus dans le sketch parodiant l'émission Stade 2, diffusé dans l'émission La Télé des Inconnus sur France 2 (1990)
Les Nuls

« – Mais je manque à tous mes devoirs... Tu veux un whisky ?

– Oh, juste un doigt.

– Mais tu ne veux pas un whisky avant ? »

— réplique finale de Gérard Darmon à Chantal Lauby dans le sketch du roman photo « Nous Quatre » lors de l'émission Les Nuls L'émission sur Canal+ (1992)
Le dialogue a ensuite été repris par les mêmes interprètes (avec quelques changements) dans le film La Cité de la peur (1994).